# Pionierkommando 1
Das Pionierkommando 1 (PiKdo 1) war eines der Pionierkommandos des Heeres der Bundeswehr. Das Pionierkommando war Teil der Korpstruppen des I. Korps und zuletzt in Minden stationiert. Nachfolger wurde die Pionierbrigade 20.

## Aufträge
Das Pionierkommando bündelte auf Ebene des Korps die Truppenteile der Pioniertruppe und ABC-Abwehrtruppe. Der Kommandierende General des Korps verfügte damit über eigene pioniertechnische Einsatzmittel, um die Beweglichkeit der Korpstruppen zu erhöhen. Je nach Lage konnten die Pionierbataillone der unterstellten Divisionen und die Panzerpionierkompanien der Brigaden verstärkt werden. Im Gegensatz zu den letztgenannten Truppenteilen verfügte das Pionierkommando über „schweres“ Pioniergerät, das den Pionierkommandeur befähigte, die Querung auch größerer Gewässer zu ermöglichen und die Marschstraßen für die umfangreichen Logistikverbände des Korps pioniermäßig instand zu setzen. Weitere Aufgabe war die ABC-Abwehr auf Ebene der Korps. Insgesamt entsprach die Größe des Pionierkommandos mit etwa 6000 Soldaten in der Kriegsgliederung in etwa einer der Brigaden des Feldheeres.

## Gliederung
Um 1989 gliederte sich das Pionierkommando grob in:
- Stab/Stabskompanie Pionierkommando 1, Münster
  -  Pionierbataillon 110 (teilaktiv), Minden
  -  Pionierbataillon 120, Dörverden
  -  Amphibisches Pionierbataillon 130 (teilaktiv), Minden
  -  Pionierbataillon 140, Emmerich am Rhein
  -  Pionierbataillon 150 (GerEinh), Höxter
  -  Schwimmbrückenbataillon 160 (GerEinh und teilaktiv), Minden
  -  Schwimmbrückenbataillon 170 (GerEinh), Dünsen
  -  ABC-Abwehrbataillon 110 (gekadert), Emden

## Geschichte

### Vorgeschichte
Von 1958 bis 1959 war in Münster die Dienststellung des Korpspionierkommandeurs 701 ausgeplant. Durch Umbenennung entstand daraus der Korpspionierkommandeur 1, der zwischen 1959 und 1971 zunächst in Münster, ab 1971 in Minden beheimatet war.

### Aufstellung
Das Pionierkommando wurde am 1. Juli 1972 zur Einnahme der Heeresstruktur III in der Herzog-von-Braunschweig-Kaserne in Minden aufgestellt. Zur Aufstellung wurde der Korpspionierkommandeur 1 herangezogen. 1986 verlegte der Stab des Pionierkommandos 1 in die Lützow-Kaserne nach Münster-Handorf. Ab 1990 war der Stab des Pionierkommando dann erneut bis zu seiner Außerdienststellung in der Herzog-von-Braunschweig-Kaserne beheimatet.

### Auflösung
Nach Ende des Kalten Krieges wurde das Pionierkommando 1993 etwa zeitgleich mit der Umgliederung des I. Korps zum 1. Deutsch-Niederländischen Korps außer Dienst gestellt. Aus Teilen des Pionierkommandos wurde die Pionierbrigade 20 in Minden neu aufgestellt. Einige Bataillone wechselten zur neu aufgestellten Pionierbrigade 30.

## Kommandeure
- Ulrich Keppler (1993)

## Verbandsabzeichen

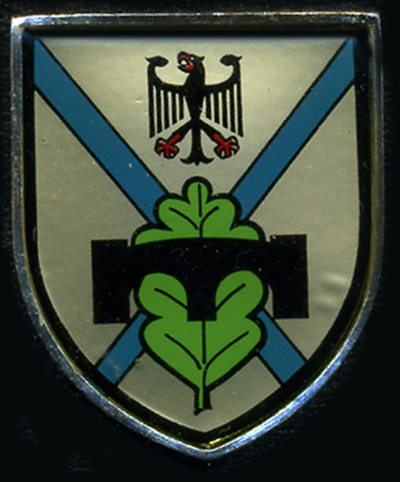
Internes Verbandsabzeichen des Stabes/Stabskompanie

Das Pionierkommando führte aufgrund seiner Ausplanung als Teil der unselbständigen Korpstruppen kein eigenes Verbandsabzeichen. Die Soldaten trugen daher das Verbandsabzeichen des übergeordneten Korps.
Als „Abzeichen“ wurde daher unpräzise manchmal das interne Verbandsabzeichen des Stabes und der Stabskompanie „pars pro toto“ für das gesamte Pionierkommando genutzt. Es zeigte im Wesentlichen als Hinweis auf den Stationierungsraum das stilisierte Wasserstraßenkreuz Minden am traditionsreichen Pionierstandort Minden. Der Bundesadler ist das deutsche Wappentier und war auch im Verbandsabzeichen des I. Korps abgebildet. Der Eichenlaubzweig ist ein traditionelles Symbol deutscher Streitkräfte und in Verbindung mit der ebenfalls abgebildeten stilisierten Brücke ähnlich im Barettabzeichen der Pioniertruppe enthalten. Stab und Stabskompanie des „Nachfolgeverbandes“ Pionierbrigade 20, später auch Stäbe und Stabskompanien der „Nachfolger“ Pionierbrigade 100 und Pionierregiment 100, führten ganz ähnliche interne Verbandsabzeichen.